# Rainbow Range
Il Rainbow Range, che in passato veniva chiamato Rainbow Mountains (le montagne dell'arcobaleno), è una catena montuosa della Columbia Britannica, nel Canada, situata 40 km a nordovest della cittadina di Anahim Lake. Situato sul bordo occidentale del Plateau Chilcotin, la catena montuosa si congiunge alle Montagne Costiere della Cordigliera Pacifica a sud e al Kitimat Ranges a nord. Si trova a nord dei fiumi Bella Coola e Atnarko, e a sud e ovest del Dean River, che curva attorno al suo fianco settentrionale; è relativamente secca e più ricco di terreno delle aree montagnose immediatamente più a ovest.

## Origine del nome
L'antico nome di Tsitsutl, che nel dialetto dei nativi locali Ulkatchot’en significa montagna colorata o dell'arcobaleno, è oggi riservato al Picco Tsitsutl, la sua vetta più elevata.

## Geologia
Il Rainbow Range, che ha un'età di 8 milioni di anni e risale al Miocene, è un imponente vulcano a scudo di tipo peralcalino che fa parte della cintura vulcanica di Anahim, che include anche le più basse Itcha Range e Ilgachuz Range.
Lo scudo vulcanico ha un diametro di circa 30 km; nel corso degli anni il movimento dei ghiacciai lo ha profondamente eroso sgretolandolo in roccia vulcanica e sabbia. Il vulcanismo che ha creato lo scudo non è ancora stato ben studiato. Si ritiene che sia stato formato dal passaggio della placca nordamericana al di sopra del punto caldo di Anahim. L'unico picco vulcanico separato associato al Rainbow Range è il Picco Anahim, che si trova sul suo fianco nordorientale. Gli altri picchi della catena montuosa sono i rimasugli molto erosi dello scudo, come Beef Peak, TaiaTaeszi Peak, Monte MacKenzie e Picco Tsitsutl che, con i suoi 2.495 m di altezza, è la vetta più elevata della catena.
La catena montuosa deriva il suo nome dalla grande varietà di colori della lava e delle sabbie dei suoi terreni vulcanici, collegata alla grande mineralizzazione dell'area, come evidente nello Spectrum Range del Plateau Spatsizi.

## Il Parco provinciale di Tweedsmuir Sud
Il Rainbow Range si trova parzialmente all'interno del Parco provinciale di Tweedsmuir Sud, mentre a est l'Itcha Range e l'Ilgachuz Range formano il nucleo del Parco provinciale Itcha e Ilgachuz.